# Muttenauhof
Muttenauhof ist ein Gemeindeteil der Gemeinde Wechingen im Landkreis Donau-Ries (Regierungsbezirk Schwaben, Bayern).

## Lage
Die Einöde liegt auf freier Flur, etwa 2,5 km südöstlich von Wechingen und 1 km von Fessenheim entfernt. Eine Verbindungsstraße führt nach Wechingen und zur Staatsstraße 2213.

## Geschichte
Der Einsiedlerhof mit Schäferei und Schweizerei zahlte lange Zeit den großen Zehnten nach Kaisheim und den kleinen Zehnten nach Fessenheim, zu deren Pfarrei der Hof auch zählte. Ein erster Besitzwechsel vom Grafen von Truhendingen an das Kloster Heidenheim ist für das Jahr 1308 nachweisbar. Fast zwei Jahrhunderte lang bis 1974 waren die Fürsten Wallerstein im Besitz des Hofes.
Bis zur Gebietsreform in Bayern war Muttenauhof ein Gemeindeteil der Gemeinde Fessenheim. Am 1. Mai 1978 wurde diese aufgelöst, Muttenauhof kam zur Gemeinde Wechingen. Um die Jahrtausendwende ist der Muttenauhof einer der letzten landwirtschaftlichen Vollerwerbsbetriebe in Fessenheim.